# Eumyias
Eumyias és un gènere d'ocells de la família dels muscicàpids (Muscicapidae).

## Taxonomia
Segons la Classificació del Congrés Ornitològic Internacional (versió 11.2, 2021) aquest gènere està format per 6 espècies:
- Eumyias additus - Papamosques gorjaestriat.
- Eumyias albicaudatus - Papamosques dels Nilgiri.
- Eumyias indigo - Papamosques anyil.
- Eumyias panayensis - Papamosques illenc.
- Eumyias sordidus - Papamosques de Sri Lanka.
- Eumyias thalassinus - Papamosques turquesa.

Tanmateix, el Handook of the Birds of the World i la quarta versió de la BirdLife International Checklist of the birds of the world (desembre 2019), comptarien 7 espècies, donat que segueixen un criteri taxonòmic diferent. Aquí es considera que una sub-espècie del papamosques anyil (E. indigo ruficrissa) hauria de ser desmembrada del tàxon original, del qual se'n derivarien dos espècies diferents:
Tanmateix, el Handook of the Birds of the World i la quarta versió de la BirdLife International Checklist of the birds of the world (desembre 2019), comptarien 7 espècies, donat que segueixen un criteri taxonòmic diferent. Aquí es considera que una sub-espècie del papamosques anyil (E. indigo ruficrissa) hauria de ser desmembrada del tàxon original, del qual se'n derivarien dos espècies diferents:
- Eumyias indigo (stricto sensu) - Papamosques anyil.
- Eumyias ruficrissa - Papamosques cul-roig.